# 鈴木長蔵 (武士)
鈴木 長蔵（すずき ちょうぞう、天保5年（1834年） - 没年不詳）は壬生浪士組の同士。仙台藩浪人。生年は天保15年（1844年）とも。
文久3年（1863年）2月、清河八郎らに同調し上洛。上洛後は、須永宗司が組長を勤める七番組に所属。清河らの帰東の際は、京都に残留。壬生浪士組結成後は、殿内義雄、家里次郎らの勢力と共に行動。しかし、殿内の暗殺や、家里の切腹などで、隊内に居づらくなり、根岸友山、清水吾一、遠藤丈庵と帰東。
帰東後は、新徴組に入隊するが、清河の死後（明治5年（1872年））、脱退。
以後の詳しい消息は不明だが、後年、秋田の市会議員になったという。